# Лукашівка (Якушинецька сільська громада)
Лукаші́вка — село в Україні, у Вінницькому районі Вінницької області. Населення становить 672 особи. Входить до складу Якушинецької сільської громади.
Неподалік села — Лукашівське родовище флогопіту.

## Населення

### Мова
Розподіл населення за рідною мовою за даними перепису 2001 року:
| Мова       | Відсоток |
| ---------- | -------- |
| українська | 98,81%   |
| російська  | 0,89%    |